# Dzień, w którym Ziemia stanęła w ogniu
Dzień, w którym Ziemia stanęła w ogniu (ang. The Day the Earth Caught Fire) – brytyjski film postapokaliptyczny s-f z 1961 roku w reżyserii Vala Guesta.

## Fabuła
Na skutek testów nuklearnych prowadzonych przez Związek Radziecki i Stany Zjednoczone kąt nachylenia Ziemi oraz jej orbita słoneczna ulegają wypaczeniu. Topnieją bieguny, a planeta zaczyna przybliżać się ku Słońcu. Na skutek tego temperatura panująca na Ziemi ulega stopniowemu podwyższaniu. Na całej planecie zaczynają pojawiać się problemy z wodą pitną. Jako panaceum mającym odwrócić kataklizm, rządy wspomnianych krajów przeprowadzają serię eksplozji bomb atomowych na Syberii. Do końca nie jest jasne czy zabieg ten okazał się być skutecznym.

## Obsada
- Edward Judd jako Peter Stenning
- Leo McKern jako Bill Maguire
- Janet Munro jako Jeannie Craig
- Michael Goodliffe jako "Jacko"
- Bernard Braden jako redaktor
- Reginald Beckwith jako Harry
- Gene Anderson jako Maj
- Renee Asherson jako Angela
- Arthur Christiansen jako Jeff Jefferson
- Austin Trevor jako sir John Kelly
- Edward Underdown jako Dick Sanderson
- Ian Ellis jako Michael Stenning
- Peter Butterworth jako podwydawca
- Pamela Green jako prysznicowy
- Michael Caine jako posterunkowy policji

i in.

## Ocena
Film został dobrze przyjęty przez krytykę brytyjską, chociaż zwracano uwagę na jego powierzchowność i naiwność fabuły. Chwalono między innymi pomysł ukazania problemu zbliżającej się zagłady świata z perspektywy dziennikarzy, a nie jak to zwykło się czynić – polityków. Ci pierwsi relacjonują wydarzenia ukazując je w prawdziwym świetle, nie ukrywając niczego przed opinią publiczną. Ci drudzy, przeciwnie – ich oświadczenia są fałszywe, niepełne, bagatelizują problem. BAFTA doceniała film przyznając autorom jego scenariusza (Wolf Mankowitz, Val Guest) swoja coroczną nagrodę.
W marcu 1962 roku film miał swoją premierę w Stanach Zjednoczonych. Zebrał bardzo pozytywne recenzje. Amerykański Konwent Miłośników Fantastyki nominował go do swojej corocznej nagrody.
Film nigdy nie był pokazywany w polskich kinach, jednak wymienia go literatura przedmiotu okresu PRL. Według Andrzeja Kołodyńskiego – autora Małego leksykonu filmów fantastyczno-naukowych – film jest sztandarowym przykładem koprodukcji amerykańsko-brytyjskiej w której amerykańscy producenci filmowi finansowali tworzenie filmów s-f na terenie Wielkiej Brytanii. Filmy te trafiały wprawdzie na rynek amerykański, były jednak diametralnie różne od produkcji hollywoodzkich – z reguły reprezentowały większe ambicje artystyczne i intelektualne. Kołodyński, w kolejnej swojej pracy – Historii filmu sf – zwracał uwagę na walory dokumentalne obrazu.
Obecnie obraz uchodzi za kultowy i najlepsze dzieło Guesta. Z punktu widzenia wzrostu średnich temperatur na Ziemi i rekordowo gorących lat 20. XXI wieku uważany jest wręcz za proroczy. Uznawany jest za jeden z najlepszych brytyjskich filmów science-fiction.
W rankingu popularnego, filmowego serwisu internetowego Rotten Tomatoes obraz posiada obecnie (2025) wysoką, 86-procentową, pozytywną ocenę "czerwonych pomidorów".

## Plenery
Film powstawał w autentycznych plenerach Londynu (bez trudu można dostrzec charakterystyczne i doskonale znane miejsca miasta) i Brighton and Hove oraz w Shepperton Studios.